# Großheide
Großheide (plattdeutsch Grootheid) ist eine Gemeinde im Landkreis Aurich in Ostfriesland (Niedersachsen). Sie grenzt im äußersten Südosten an die Kreisstadt Aurich und liegt etwa 15 km von deren Stadtzentrum entfernt sowie rund zehn km östlich der Stadt Norden.
Mit 8353 Einwohnern zählt sie zu den kleineren Einheitsgemeinden im Landkreis und auch zu den kleineren Einheitsgemeinden Ostfrieslands. Die Einwohner verteilen sich auf etwas mehr als 69 Quadratkilometer, was eine Einwohnerdichte von 123 pro Quadratkilometer ergibt. Damit liegt Großheide unter den Vergleichswerten für Ostfriesland (148), Niedersachsen (168) und der Bundesrepublik Deutschland (230).
Das Gemeindegebiet ist im äußersten Südosten vom Berumerfehner Moor geprägt, das in Teilen dem Naturschutzgebiet Ewiges Meer rund um den gleichnamigen größten Hochmoorsee Deutschlands angehört. Der namensgebende Ortsteil Berumerfehn ist die einzige Fehnsiedlung im Norderland und die nordwestlichste der Bundesrepublik. Zu den kulturellen Sehenswürdigkeiten gehört neben zwei historischen Windmühlen die um 1200 entstandene Bonifatius-Kirche im Ortsteil Arle.
Großheide ist kaum industrialisiert und verfügt insgesamt über wenig Gewerbe. Neben der Landwirtschaft spielt der Tourismus eine Rolle. Die Gemeinde ist in starkem Maße eine Auspendler-Gemeinde, vor allem in die Städte Norden, Aurich und Emden.

## Geographie

### Lage und Ausdehnung
Die in Nordseenähe gelegene Gemeinde liegt größtenteils auf dem ostfriesischen Geestrücken, auf dem ehemaligen Hochmoorgebiet an die Marsch grenzt. Noch immer zeugen Kanäle und zahlreiche Entwässerungsgräben an den Rändern der Weiden von der ehemaligen Moorlandschaft, die in Teilen heute noch erhalten ist.
Die größte Nord-Süd-Ausdehnung zwischen der Hofstelle Ostercoldinner Grashaus im Norden und dem Moorgebiet beim Königskeil im Süden beträgt etwa 14,5 Kilometer. In Ost-West-Richtung beträgt die Maximalausdehnung hingegen lediglich rund 7,6 Kilometer, zwischen Westermoordorf und der Grenze zur Nachbargemeinde Holtriem nahe Eversmeer.

### Geologie, Hydrologie und Böden
Geologisch wird die Gemeinde Großheide wie ganz Ostfriesland oberflächlich von Sedimenten des Pleistozäns und des Holozäns gebildet. Pleistozäne Ablagerungen sind in den Geestgegenden zu finden, die den zentralen Teil des Gemeindegebiets um Arle und Menstede ausmachen. Teils werden die Geestsedimente von holozänen Moorböden überlagert. Die Böden der ostfriesischen Geest entstanden zumeist aus Decksanden und Geschiebelehm während des Drenthe-Stadiums der Saale-Kaltzeit. Großheide liegt am nordwestlichen Ausläufer des oldenburgisch-ostfriesischen Geestrückens, der sich vom Oldenburger Raum nach Nordwesten bis in die Gegend von Norden zieht und in jener Richtung quer durch die ostfriesische Halbinsel verläuft.
Der äußerste Norden des Gemeindegebiets hat Anteil an den Kalkmarsch- und Kleimarschböden aus Ton und Schluff von hoher Ertragsfähigkeit, wie sie auch in den Nachbargemeinden Hagermarsch und Dornum zu finden sind. Südlich davon befinden sich kleinere Streifen mit Übergangsmarschböden.
Das Gemeindegebiet besteht im zentralen Teil im Raum Arle/Menstede/Westerende/Großheide aus Podsolböden auf Orterde oder Ortstein in trockenerer Lage. Diese Böden erlaubten nur geringe landwirtschaftliche Erträge. Durch Plaggendüngung, die bis zum Auftreten des Kunstdüngers am Ende des 19. Jahrhunderts jahrhundertelang vorgenommen wurde, gibt es besonders in der Umgebung der alten Geestdörfer auch Plaggeneschböden. Durch den ständigen Neubodenauftrag liegt der Esch, in Ostfriesland (die) Gaste genannt, heute höher als die Dorfkerne. Durch diese Form der Düngung wurde die Bodenwertzahl deutlich gesteigert, wenn sie auch immer noch klar hinter fruchtbaren Böden wie jenen in der Marsch zurückblieb.
An diesen zentralen Teil schließen sich südlich Podsolböden in feuchterer Lage, ebenfalls mit Orterde oder Ortstein und häufig mit Plaggeneschauflage, sowie örtlich Anmoorflächen und abgetorfte Flächen mit stark humosem Oberboden an. An diese Geestareale im zentralen Gemeindegebiet schließt sich südlich ein in Ost-West-Richtung verlaufender Streifen Niedermoorflächen an, die örtlich nach Torfabbau rekultiviert wurden.

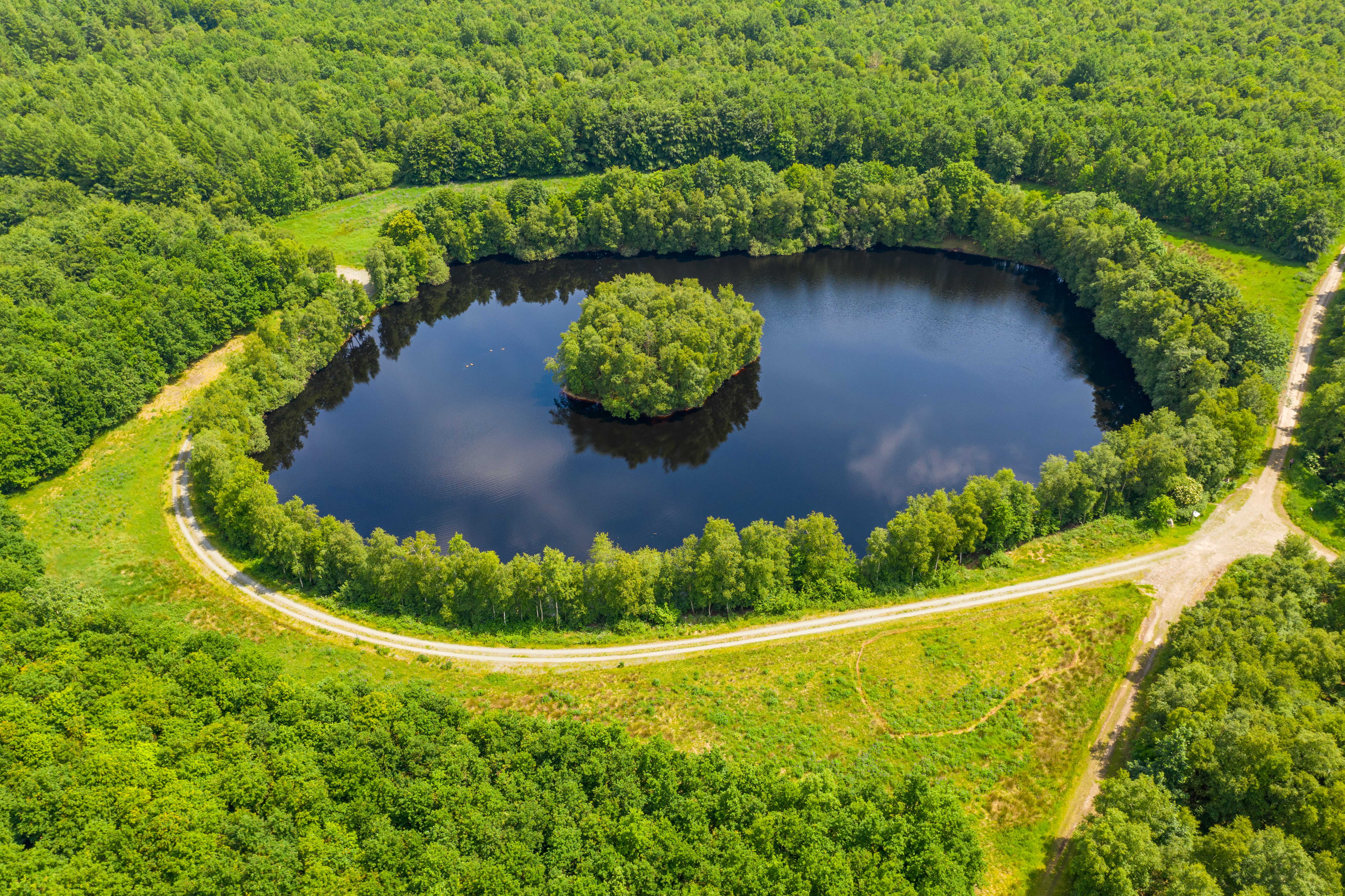
See im Königskeil. Das Gewässer ging aus einer Baugrube hervor, mit der Ton und Lehm für die Waldwege gewonnen wurden.

Auf dem Areal des Königskeils wurde bis 2013 Torfabbau betrieben. Teile des Geländes werden seit 1974 aufgeforstet. Der dabei entstandene, heute etwa 3,5 Quadratkilometer große Wald ist vollständig Teil des Landschaftsschutzgebietes Berumerfehner – Meerhusener Moor.
Im äußersten Süden des Gemeindegebietes sind Hochmoorflächen zu finden. Sie sind Teil des großen Moorgebietes nordwestlich der Stadt Aurich, das sich über die Stadt, die Gemeinde Südbrookmerland, die Gemeinde Großheide und die Samtgemeinde Holtriem erstreckt. Dabei handelt es sich teilweise um randlich abgetorfte Hochmoore.
Die kleinen Wasserläufe des Großheider Gemeindegebiets entwässerten ursprünglich direkt in die Nordsee. Das durch Arle fließende Flüsschen Rendel setzte sich vor dem Bau der ersten Deiche im Mittelalter im Norden als Priel oder Seegatt im Wattenmeer fort. Um 1600 gab es in der Nähe des heutigen Ortes Neßmersiel noch regen Schiffsverkehr. Um 1700 wurde das hölzerne Siel angelegt, in der Regierungszeit Friedrichs des Großen 1779 durch ein steinernes ersetzt. Die Entwässerung des Großheider Gebietes erfolgte über das Harketief (auch: Helmer Tief) und dieses Siel. Dies änderte sich 1951, als das Siel geschlossen wurde. Seither fließt das Wasser aus den höher gelegenen Geestgegenden Großheides zwar zunächst weiterhin nach Norden, in Höhe von Terhalle allerdings nun durch den Kleinen Rendel nach Westen zum Blandorfer Tief, das weiter westlich seinen Namen in Norder Tief ändert. Recht genau auf der Grenze zwischen der Samtgemeinde Hage und Großheide fließt dem Blandorfer Tief zudem die (Blandorfer) Ehe zu, die auch Teile des westlichen Gemeindegebietes entwässert. Nach 1951 entwässerte das Großheider Gebiet über das Norder Tief durch das Leybuchtsiel in die Leybucht. Durch Anlegung des Speicherbeckens Leyhörn 1991 und des Störtebekertiefs zum dortigen neuen Leysiel wird seither über letzteres entwässert. Zuständig hierfür ist der Entwässerungsverband Norden.

### Flächennutzung
| Nutzung                                              | Fläche in ha |
| ---------------------------------------------------- | ------------ |
| Siedlung                                             | 723          |
| davon Wohnbaufläche                                  | 449          |
| davon Gewerbe- und Industrieflächen                  | 53           |
| davon Sport-, Freizeit- und Erholungsfläche          | 63           |
| Verkehrsflächen                                      | 305          |
| davon Straßenverkehr                                 | 196          |
| Vegetation                                           | 5782         |
| davon Landwirtschaftsfläche                          | 4743         |
| davon Wald                                           | 533          |
| davon Heide                                          | 0            |
| davon Moor                                           | 251          |
| davon Unland, vegetationslose Fläche                 | 13           |
| Gewässer                                             | 123          |
| davon stehende Gewässer (See/Teich)                  | 43           |
| nachr. Siedlungs- u.Verkehrsfläche (o.Berg-/Tagebau) | 992          |
| Gesamtfläche                                         | 6932         |

Die Flächennutzungstabelle rechts macht den überragenden Anteil der Landwirtschaftsflächen in Großheide deutlich: Er beträgt rund 68,5 Prozent, liegt damit aber unter dem ostfriesischen Durchschnitt von rund 75 Prozent, jedoch deutlich über dem bundesrepublikanischen Durchschnitt von 52,3 Prozent. Mit 7,68 Prozent Waldflächenanteil liegt Großheide deutlich über dem ostfriesischen Durchschnitt von rund zwei Prozent, jedoch klar unter demjenigen der Bundesrepublik: In Deutschland sind etwa 29,5 Prozent der Staatsfläche bewaldet. 251 Hektar des Gemeindegebiets, im äußersten Südosten gelegen, sind noch von Mooren bedeckt, das entspricht einem Flächenanteil von etwa 3,6 Prozent.

### Nachbargemeinden
Großheide grenzt an gleich drei Samtgemeinden und hat daher eine größere Zahl von Nachbargemeinden, nämlich zehn. Östlich von Großheide liegen die Gemeinden Nenndorf und Eversmeer (beide Samtgemeinde Holtriem im Landkreis Wittmund). Südöstlich von Großheide befindet sich die Kreisstadt Aurich. Jenes menschenleere Großheider Gebiet, das an die Auricher Stadtteile Tannenhausen und Georgsfeld angrenzt, besteht jedoch aus aufgeforsteten, ehemaligen Hochmoorflächen sowie nach Torfabbau verheideten Flächen, so dass es keine direkte Straßenverbindung nach Aurich gibt. Im Süden grenzt Großheide an die Gemeinde Südbrookmerland, im Südwesten an die Gemeinden Rechtsupweg und Leezdorf (beide Samtgemeinde Brookmerland) sowie im Westen an die Gemeinden Halbemond, Berumbur und den Flecken Hage (alle Samtgemeinde Hage). Nördlich von Großheide befindet sich die Gemeinde Dornum. Diese Kommunen liegen allesamt im Landkreis Aurich. Wird die Zahl der Nachbarkommunen auf Samtgemeindeebene gezählt, so ergeben sich sechs Nachbarn.

### Gemeindegliederung
Die Gemeinde Großheide besteht heute aus den zehn Ortsteilen Arle, Berumerfehn, Coldinne, Großheide, Menstede, Ostermoordorf, Südarle, Südcoldinne, Westerende und Westermoordorf.

### Klima
Großheide liegt in der gemäßigten Klimazone, hauptsächlich im direkten Einfluss der Nordsee. Im Sommer sind die Tagestemperaturen tiefer, im Winter häufig höher als im weiteren Inland. Das Klima ist insgesamt von der mitteleuropäischen Westwindzone geprägt. Nach der effektiven Klimaklassifikation von Köppen befindet sich Großheide in der Einteilung Cfb. C steht für ein warm-gemäßigtes Klima, Cf für ein feucht-gemäßigtes Klima mit warmen Sommern b.
Mikroklimatisch zu berücksichtigen sind die Hochmoorkomplexe im Südosten der Gemeinde. Wegen der Untergrundverhältnisse in einem Regenmoor sind die Temperaturunterschiede zwischen Tag und Nacht extrem. Im Sommer kann es tagsüber zu sehr hohen Temperaturen am Boden kommen, sodass durch Selbstentzündung Moorbrände entstehen können. Zudem sind Moorgegenden sehr viel nebelintensiver als die Umgebung. Durch den jahrhundertelangen Torfabbau und die damit verbundene Entwässerung ist dieser Effekt allerdings nicht mehr so stark ausgeprägt wie in der ursprünglichen Naturlandschaft. Die Anzahl der Frosttage ist allerdings im Hochmoorgebiet deutlich höher als in der Umgebung, es kommt häufiger zu Früh- und Spätfrösten.
Die nächstgelegene Wetterstation befindet sich im benachbarten Aurich, das sehr ähnliche klimatische Bedingungen wie der Großteil des Großheider Gemeindegebietes aufweist. Die Klimatabelle der dortigen Station:
|                        | Jan  | Feb  | Mär  | Apr  | Mai  | Jun  | Jul  | Aug  | Sep  | Okt  | Nov  | Dez  |   |       |
| Mittl. Temperatur (°C) | 1,0  | 1,3  | 3,7  | 6,9  | 11,5 | 14,6 | 16,0 | 15,9 | 13,2 | 9,6  | 5,2  | 2,2  | ⌀ | 8,5   |
|                        |      |      |      |      |      |      |      |      |      |      |      |      |   |       |
| Niederschlag (mm)      | 66,6 | 43,1 | 57,9 | 48,2 | 57,8 | 83,8 | 82,1 | 78,6 | 76,6 | 76,2 | 84,4 | 74,3 | Σ | 829,6 |
|                        |      |      |      |      |      |      |      |      |      |      |      |      |   |       |
| Sonnenstunden (h/d)    | 1,19 | 2,29 | 3,32 | 5,33 | 6,83 | 6,63 | 6,06 | 6,25 | 4,4  | 2,96 | 1,56 | 0,93 | ⌀ | 4     |

|  |

|  |

|  |

|  |

|  |

|  |

|  |

|  |

|  |

|  |

|  |

|  |

|  |

|  |

|  |

|  |

|  |

|  |

|  |

|  |

|  |

|  |

|  |

|  |

## Geschichte

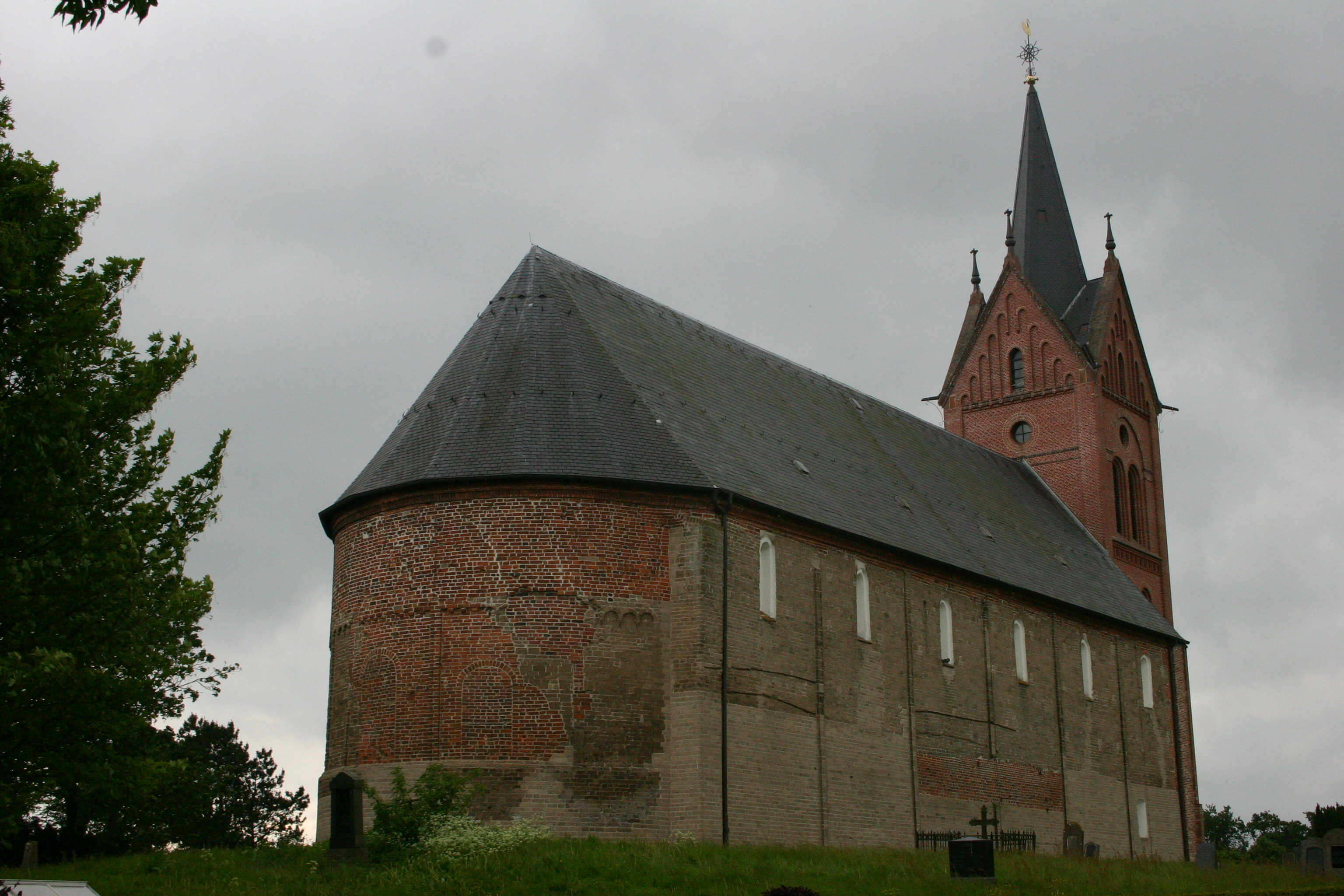
Bonifatius-Kirche in Arle (um 1200)

Schon im Mittelalter war der Ortsteil Arle, im 12. Jahrhundert Erle genannt, eine dem Bistum Bremen unterstehende Propstei. Noch heute steht in der Mitte des kleinen Geestdorfes die Bonifatiuskirche. Das im Jahre 1290 erbaute Prämonstratenserkloster im Ortsteil Coldinne ist heute nicht mehr erhalten.
Im Zuge der Auseinandersetzungen zwischen dem ostfriesischen Grafen Edzard dem Großen und den Häuptlingen Hero Omken aus dem Harlingerland und Edo Wiemken der Jüngere von Jever kam es auch im vorliegenden Gebiet zu Kampfhandlungen. 1495 war Edzard in das Harlingerland eingefallen. Bei Arle fand am 9. August jenes Jahres eine Schlacht zwischen ostfriesischen und Harlinger Truppen statt. Der ostfriesische Anführer Eilke Howerda von Uphusen war nach zeitgenössischem Bericht für den unglücklichen Ausgang der Schlacht und den Tod vieler seiner Landsleute verantwortlich, darunter viele Reiter aus dem Norderland unter ihrem Anführer Halle Tiarches. Eilke Howerda geriet in Harlinger Gefangenschaft. Erst im darauffolgenden Jahr gelang es Edzard, die feindlichen Truppen im nur wenig östlich gelegenen Westerholt zu stellen.
Die erste urkundliche Erwähnung des Ortsteils Großheide stammt aus dem Jahre 1552. Sie findet sich im Schatzungsregister des Amtes Berum. Die von Ubbo Emmius 1595 erstellte Karte Ostfrieslands zeigt bereits Großheide als Grote Heyde.
Im ausgehenden Mittelalter waren es auf dem Gemeindegebiet die sogenannten Poolachten, die den Landesausbau durch Moorkultivierung betrieben. Wie in benachbarten Regionen geschah dies durch das Upstreeksrecht. Bei den Poolachten handelte es sich eigentlich um Wegebau- und Entwässerungsverbände; die Moorkultivierung übernahmen sie zusätzlich. Die Achten bestanden aus den Interessenten (also Bauern) des nördlichen Norderlandes. Über den randlichen Abbau des großen Moorgebietes im Süden der heutigen Gemeinde Großheide kamen die Poolachten jedoch nie hinaus.
Im Dreißigjährigen Krieg wurde Ostfriesland dreimal (1622–1624, 1627–1631 und 1637–1651) von fremden Truppen eingenommen und als Quartier benutzt, wenn auch keine größeren Kampfhandlungen stattfanden. Von 1622 bis 1624 besetzten die Mansfelder Ostfriesland. Die Orte in der Umgebung litten unter der Besetzung durch die Truppen. Die beiden folgenden Besetzungen bedeuteten zwar ebenfalls Belastungen durch Kontributionen. Die Besatzer von 1627 bis 1631 jedoch, kaiserliche Truppen unter Tilly, „hielten Manneszucht und vermieden Ausschreitungen“, desgleichen die von 1637 bis 1651 in Ostfriesland einquartierten hessischen Truppen unter Wilhelm V. von Hessen-Kassel. Auch materiell stellte sich die Situation unter den beiden Besetzungen anders dar als unter Mansfeld: Es wurden zwar Kontributionen eingetrieben, doch wurden diese auch wieder in der Region ausgegeben. Während des Krieges brach in Ostfriesland die Pest aus, Todeszahlen für das vorliegende Gebiet sind jedoch nicht dokumentiert.

### Preußische Zeit (1744–1806/15)
Im Jahr 1744 fiel Ostfriesland durch eine Exspektanz an Preußen. In der Mitte des 18. Jahrhunderts war Arle noch der Marktort des vorliegenden Gebietes. Dort siedelten mit Abstand die meisten Handwerker und Kaufleute. Aus einer preußischen Statistik des Jahres 1756 geht hervor, dass in Arle und Ost-Arle zusammen 26 Kaufleute und Handwerker angesiedelt waren, darunter allein neun Leineweber, vier Kaufleute, je drei Schuster und Zimmerer und je zwei Bäcker, Schneider und Schmiede. Zum Vergleich: In Westerende gab es zu jenem Zeitpunkt fünf Kaufleute und Handwerker, in Menstede drei und in Großheide (Ort) einen. Allerdings hatte Arle die führende wirtschaftliche Rolle, die es im Mittelalter im östlichen Norderland gespielt hatte, zu diesem Zeitpunkt bereits an den Flecken Hage abgeben müssen, der zugleich Sitz des Amtes Berum war. In Hage waren laut derselben Statistik 61 Kaufleute und Handwerker ansässig.

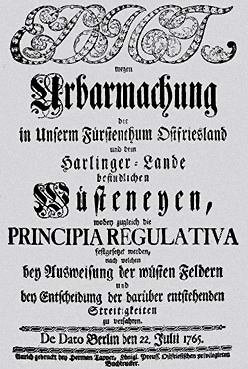
Urbarmachungsedikt von 1765

Nach der Unterzeichnung des Urbarmachungsediktes durch Friedrich den Großen (1765) wurden in der zweiten Hälfte des 18. Jahrhunderts in Ostfriesland mehr als 80 neue Moorkolonien angelegt. Die erste im vorliegenden Gebiet war Müntjedorf, das ab 1772 auf staatlichen Flächen besiedelt wurde. Weitere Moorsiedlungen auf staatlichem Boden waren Südarle (gegründet 1797) sowie Klosterdorf und Bredefeld (beide 1801). Auch die seit dem Mittelalter bestehenden Poolachten traten als Siedlungsentwickler in Erscheinung. Auf ihren Flächen wurden um 1790 Ostermoordorf gegründet sowie 1797 Westermoordorf und um 1800 Südcoldinne. Die Moorkolonien entstanden von Anbeginn als Streusiedlungen, was sich noch Jahrzehnte später in Form eines nur unzureichenden Wegenetzes bemerkbar machte. Jeder Kolonist konnte die Größe seines Kolonats selbst bestimmen. Landwirtschaftliche Grundlage der Moorkolonien war die Moorbrandkultur. Dabei wurden im Sommer kleine Gräben angelegt, um ein Stückchen Moor zu entwässern. Im Herbst wurde das Moor in Schollen gehackt, die im Winter durchfroren und im darauffolgenden Frühjahr geeggt wurden. Im späten Frühjahr zündeten die Kolonisten die bearbeiteten Moorflächen an und legten Samen zumeist von Buchweizen in die Asche, der sehr schnell wächst und nach wenigen Wochen geerntet werden konnte. Der Buchweizen, ein Knöterichgewächs, wurde danach verarbeitet. Angebaut wurden auch Kartoffeln, Roggen und Hafer. Der Moorboden war durch diese Form der Bearbeitung allerdings nach einigen Jahren ausgelaugt, so dass die Erträge sanken. Die Moorkolonien wurden daher mit wenigen Ausnahmen zu Notstandsgebieten, zumal sie nach recht kurzer Zeit bereits überbevölkert waren: Die Aussicht auf eine eigene landwirtschaftliche Existenz, gefördert durch zwölf Freijahre ohne Abgaben an den Staat, hatte (zu) viele Kolonisten angelockt.

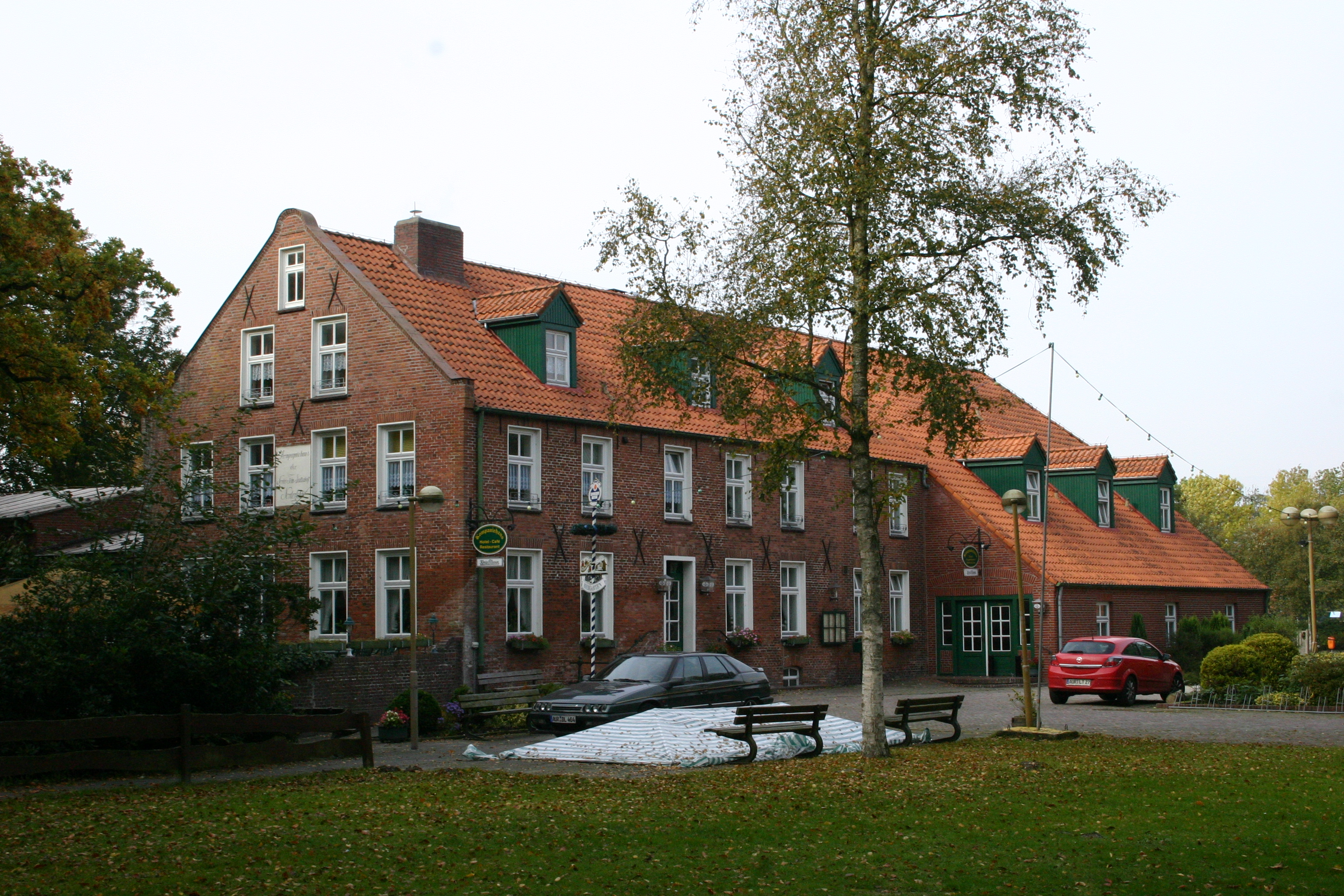
Haus der Fehnkompanie in Berumerfehn

Um die Stadt Norden mit Brenntorf zu versorgen, legten Bürger aus der Stadt sowie aus Hage am Ende des 18. Jahrhunderts eine Fehnkolonie an, die erste und einzige durch einen Fehnkanal erschlossene Moorkolonie im Bereich des Altkreises Norden. Die Berumer Fehngesellschaft erhielt vom Staat am 4. April 1794 einen Erbpachtvertrag über eine Fläche von 1500 Moordiemat, was ungefähr 1500 Hektar entspricht. Das Jahr gilt seitdem als Gründungsjahr des Ortsteils Berumerfehn. 1794 wurde mit dem Bau des Berumerfehnkanals begonnen, der vom Norder Tief bis in das Hochmoor bei der Fehnkolonie reicht. Drei Jahre später war der Bau mit dem Aushub der Hauptwieke (Haupterschließungskanal) abgeschlossen, ihm folgten weitere sogenannte Inwieken, also Seitenkanäle. Den Aushub besorgten etwa 160 Arbeitskräfte aus dem Oldenburgischen, da sich ostfriesische Arbeiter weigerten, die Bauarbeiten zu übernehmen. Hier wurde der Einfluss der Poolachten deutlich, die sich der Konkurrenz durch die neu gegründete Fehngesellschaft (letztlich erfolglos) widersetzten, denn die von den Poolachten angelegten Kolonien Ostermoordorf und Westermoordorf befinden sich in unmittelbarer Nachbarschaft Berumerfehns.
Da die Fehngesellschaft beim Verkauf des Torfes in Norden kaum Konkurrenz durch andere Torflieferanten hatte, konnte sie nicht nur die Torfpreise, sondern auch die Bedingungen beim Torfstich diktieren, weshalb Berumerfehn noch über Jahrzehnte nach der Gründung eine völlig andere Geschichte und Sozialstruktur aufwies als die anderen Fehnsiedlungen Ostfrieslands. Während in anderen Gemeinden wie Großefehn oder Rhauderfehn nach dem Abgraben des Torfes eine (wenn auch bescheidene) landwirtschaftliche Existenz für Pächter möglich war und sich die Fehntjer ansonsten der Schifffahrt zuwandten, fehlte diese Möglichkeit in Berumerfehn. Die Fehngesellschaft ließ den Torf von Angestellten abgraben, die abgetorften Flächen zum Teil auch in Eigenregie kultivieren und nahm fremdes Vieh gegen Bezahlung dort in Obhut. Auch die Verschiffung des Torfes über den Kanal nach Norden übernahm die Fehngesellschaft in Eigenregie – eine Tätigkeit, die in anderen ostfriesischen Fehnsiedlungen zusehends zu einem florierenden Berufszweig der Fehntjer wurde. In Folge verblieben die Arbeiter und wenigen Siedler auch noch Jahrzehnte nach der Gründung Berumerfehns in Armut.
Nach der Schlacht bei Jena und Auerstedt 1806 wurde Ostfriesland und damit auch das vorliegende Gebiet in das Königreich Holland und damit in den französischen Machtbereich eingegliedert. 1810 kam es als Departement Ems-Orientale (Osterems) unmittelbar zum französischen Kaiserreich, 1813 schließlich kam es nach den Befreiungskriegen erneut kurzzeitig zu Preußen. Nach dem Wiener Kongress 1814/15 trat Preußen Ostfriesland an das Königreich Hannover ab.

### Hannoversche Zeit und Kaiserzeit (1815–1918)
Der Ortsteil Berumerfehn entwickelte sich auch in Hannoverscher Zeit kaum. Erst 1816, neunzehn Jahre nach Fertigstellung des Hauptkanals, war die Hauptwieke vollständig besiedelt, und es dauerte noch weitere 34 Jahre, bis die in wenigen Hundert Metern Entfernung angelegte Osterwieke komplett besiedelt war. Dementsprechend gestaltete sich die Bevölkerungsentwicklung: 1816 lebten in Berumerfehn 119 Einwohner, 1833 waren es 187 und 1858 dann 250. Zum Vergleich: In den entwickelten Fehngebieten Ostfrieslands hatte sich die Einwohnerzahl in jenem Zeitraum verdoppelt, verdreifacht oder vervierfacht und dabei die Zahl von 1000 und teils 2000 Personen bereits überschritten. Das Amt Berum berichtete 1844, dass von 28 Siedlern einer wohlhabend, sieben nicht bedürftig und 20 bedürftig seien. Auf zwei der Fehntjer Moorsiedler kam im Durchschnitt eine Kuh. Von der Schiffsbauprämie, die die Hannoversche Regierung 1844 für den Ausbau der (Binnen-)Schiffsflotten in den Fehngebieten ins Leben gerufen hatte, profitierte die Bevölkerung Berumerfehns nicht, da die Torfschiffe sich in der Hand der Norder Fehngesellschaft befanden. Deren Flotte blieb während des gesamten 19. Jahrhunderts auf ähnlich niedrigem Niveau: 1816 gab es 16 Binnenschiffe für den Torftransport nach Norden, 1882 waren es 20. In den meisten anderen Fehnorten übertraf schon allein die Zahl seegehender Schiffe die Zahl der berumerfehntjer Schiffe.
Die Verkehrsinfrastruktur Großheides wurde erst in der zweiten Hälfte des 19. Jahrhunderts deutlich verbessert. Zwischen 1860 und 1880 wurde der Postweg von Hage über Arle nach Westerholt (heutige Landesstraße 6) mit Klinkersteinen gepflastert. Durch den Bau der Ostfriesischen Küstenbahn erhielt Westerende einen Bahnhof.
Großheide wurde 1885 im Zuge der preußischen Kreisreform dem neu gegründeten Landkreis Norden angegliedert, dem es bis zu dessen Auflösung 1977 angehörte. Die Gemeinde Berumerfehn, seinerzeit noch selbstständig, war zu jenem Zeitpunkt die nach Fläche zweitgrößte des Landkreises, wobei weite Teile des Gemeindegebietes jedoch Ödland (Moor) waren.
Das Norder Spirituosenunternehmen Doornkaat erwarb um 1900 nach und nach zirka 300 Hektar Ländereien nahe dem Kernort Großheide. Diese bestanden zu etwa fünf Sechstel aus Heide und einem Sechstel aus kultiviertem Grünland. Die Schnapsfabrik wollte die beim Destillieren anfallende Schlempe als Dünger auf den neu erworbenen Ländereien nutzen. Zu diesem Zweck wurde in die Straße von Norden über Hage nach Großheide Schienen in die Fahrbahn verbaut, so dass Ochsengespanne die Karren mit der Schlempe sicher transportieren konnten. Unternehmenschef Jan (III.) ten Doornkaat Koolmann ließ ferner ein großes Gutshaus für den Gutsverwalter, mehrere Viehställe, eine große Scheune, zwei Feldscheunen sowie Arbeiterwohnungen errichten. Bereits nach wenigen Jahren stellte sich jedoch heraus, dass der Betrieb nicht rentabel arbeitete. Bis dahin unkultivierte Flächen wurden daher an Moorkolonisten veräußert, nach dem Ersten Weltkrieg schließlich die gesamten Ländereien an den Landkreis Norden.
Der südliche Raum des Gemeindegebietes um Südarle, Südcoldinne und Ostermoordorf wurde erst 1911 mit einer geklinkerten Straße an den Ort Großheide und damit an die Kreisstadt Norden angeschlossen. Zuvor befanden sich dort lediglich morastige Wege.

### Weimarer Republik und Nationalsozialismus
Im April 1919 kam es jedoch zu sogenannten „Speckumzügen“ von Emder Arbeitern, an die sich Landarbeiterunruhen und ebensolche Raubzüge im Rheiderland anschlossen. Arbeiter brachen in geschlossenen Zügen in die umliegenden Dörfer auf und stahlen Nahrungsmittel bei Bauern, wobei es zu Zusammenstößen kam. Die Lage beruhigte sich erst nach der Entsendung von in der Region stationierten Truppen der Reichswehr. Als Reaktion darauf bildeten sich in vielen Orten Ostfrieslands – auch solchen, die von den „Umzügen“ nicht betroffen waren – Einwohnerwehren. Die Wehr in Berumerfehn umfasste 60 Personen, die über 50 Waffen verfügten, diejenige in Westerende über 55 Mann mit 30 Waffen. In Arle bildete sich ebenfalls eine Einwohnerwehr von 49 Personen, jedoch offenbar erst spät, so dass Waffen zwar „angefordert“ wurden, jedoch ist über die Umsetzung dieses Wunsches nichts mehr bekannt. Aufgelöst wurden die Einwohnerwehren erst nach einem entsprechenden Erlass des preußischen Innenministers Carl Severing am 10. April 1920.
Im Ortsteil Westerende wurde 1919 eine neue Molkerei errichtet. Während die im Gemeindegebiet angefallenen Milchmengen bis dahin zu Molkereien in Norden und Westerholt geliefert wurde, blieb sie nunmehr innerhalb des Gebiets.
In vielen Moor- und Geestgebieten Ostfrieslands machte sich auch im vorliegenden Gebiet schon spätestens Mitte der 1920er-Jahre ein deutlicher Rechtsruck bei den Reichstagswahlen bemerkbar. Die DNVP erhielt 1924 in Menstede-Coldinne 61 Prozent der Wählerstimmen, vier Jahre später sogar 76 Prozent. Abgelöst wurde sie von der NSDAP, die ab 1930 obsiegte.
Wie im gesamten Nordwesten Niedersachsens erhielt in der Weimarer Republik die Landvolkbewegung Auftrieb, nachdem sich 1927 eine Missernte ereignet und die Bauern zusehends in Existenznöte gebracht hatte. Durch die Konzentration auf Mengen statt auf Qualität waren die Probleme jedoch zum Teil auch hausgemacht. Wie in anderen Landesteilen flatterte die schwarze Fahne, Symbol der Schwarzen Schar des Florian Geyer im Bauernkrieg, als Zeichen des Protests. Am 5. Januar 1928 kam es in Aurich zu einer Großdemonstration von Landwirten aus der Region, an der 4000 Menschen teilnahmen. Die Nationalsozialisten mit ihrer Blut-und-Boden-Ideologie sahen sich als Sachwalter der Nöte der Landwirte und fanden in vielen Gemeinden entsprechenden Zulauf.
Die Bauern im Gemeindegebiet wurden im Reichsnährstand gleichgeschaltet. Die Verabschiedung des Reichserbhofgesetzes stieß bei vielen Bauern auf Proteste, da sie sich in ihrer wirtschaftlichen Entscheidungsfreiheit beschränkt sahen. In den Moorkolonien kam hinzu, dass die landwirtschaftlichen Grundstücke oft zu klein waren, um eine Vollbauernstelle darzustellen. Das Verbot, Erbhöfe zu veräußern, traf somit diejenigen Betriebe an der unteren Größenbegrenzung eines Erbhofes von 7,5 Hektar ganz besonders. Obwohl es viele richterliche Urteile zugunsten der klagenden Kleinbauern gab, blieb der Anteil der Erbhofbauern in der Region dennoch über dem Reichsdurchschnitt.

### Nachkriegszeit
Aufgrund der kargen Bodenverhältnisse in weiten Teilen des heutigen Gemeindegebiets und der damit einhergehenden geringeren landwirtschaftlichen Produktivität im Vergleich zu den Marschgebieten nahmen die damaligen fünf Gemeinden nur unterdurchschnittlich viele Vertriebene aus den Ostgebieten des Deutschen Reiches auf. So betrug der Anteil in Menstede-Coldinne 1946 14,8 Prozent und sank vier Jahre später auf 13 Prozent.
Die unzureichende Straßenanbindung der Moorkolonien im Süden des Gemeindegebietes wurde erst nach dem Zweiten Weltkrieg durchgreifend verbessert. Noch bis in jene Zeit war der Transport von Waren oft nur mit Pferdefuhrwerken auf (besonders im Winterhalbjahr) morastigen Wegen möglich. Für 1,5 Millionen DM (im damaligen Wert) wurden 24 Kilometer neue Straßen gebaut, darunter die Coldinner Straße (Südarle – Großheide), der Königsweg (Willmsfeld – Berumerfehn) und der im östlichen Gemeindegebiet in Nord-Süd-Richtung verlaufende Middelweg. Zudem wurden Nebenstraßen angelegt, so dass die Streusiedlungen insgesamt an das örtliche Verkehrsnetz angeschlossen wurden.
Am 1. Juli 1972 wurden die Gemeinden Arle, Berumerfehn, Menstede-Coldinne und Westerende in die Gemeinde Großheide eingegliedert.
Als der Landkreis Norden 1974 plante, im Arler Hammrich eine Mülldeponie zu errichten, wehrte sich eine Bürgerinitiative erfolgreich gegen dieses Vorhaben. An den Widerstand erinnert heute ein Gedenkstein mit der plattdeutschen Aufschrift „Nooit“ („Niemals“). Seit der Kommunalreform wurde insbesondere der Hauptort Großheide ausgebaut. Es entstand unter anderem ein neu angelegter Marktplatz (ohne historischen Vorgänger) mit umliegenden Geschäften, außerdem wurden an der Peripherie des Ortes weitere Einzelhandelsgeschäfte angesiedelt.
Am 16. August 2021 beschädigte ein Tornado rund 50 Gebäude in den Ortsteilen Berumerfehn und Ostermoordorf. Mindestens fünf Häuser wurden so schwer beschädigt, dass die Feuerwehr sie als unbewohnbar bezeichnete. Der DWD stufte den mit dem Sturmtief Luciano einhergegangenen Wirbelsturm als mittelschweren Tornado der Klasse F2 ein. Die geschätzte Drehgeschwindigkeit lag zwischen 180 und 250 Kilometern pro Stunde. Der Durchmesser des Tornados wurde mit bis zu 100 Metern angegeben.

### Einwohnerentwicklung
Bei der Bildung der Gemeinde 1972 verzeichnete Großheide 7467 Einwohner. Die Einwohnerzahl stieg in den folgenden zwei Jahrzehnten auf mehr als 8000 Einwohner. Die Gemeinde Großheide verzeichnet seit einiger Zeit einen Rückgang der Einwohnerzahl. So lebten in Großheide 2008 noch 8832 Menschen, ein Jahr später waren es noch 8659 und wiederum ein Jahr später 8652. Neubürger stammen oftmals aus Nordrhein-Westfalen oder Süddeutschland: Sie suchen sich in Küstennähe einen Altersruhesitz. Bei Familien hingegen sind weniger Gewinne zu verzeichnen.
Tabelle
Die Zahlen aus den Jahren 1961 und 1970 sind die jeweiligen Volkszählungsergebnisse einschließlich der später eingegliederten Orte.
| Jahr | Einwohner |
| ---- | --------- |
| 1961 | 6465      |
| 1970 | 7389      |
| 1972 | 7467      |
| 2008 | 8832      |

| Jahr | Einwohner |
| ---- | --------- |
| 2009 | 8659      |
| 2010 | 8652      |
| 2011 | 8604      |
| 2016 | 8538      |

## Politik
Die SPD hat in der Gemeinde in den vergangenen Jahrzehnten zumeist eine relative, teils auch absolute Mehrheit der Stimmen errungen. Bei der ersten Bundestagswahl 1949 holten die Sozialdemokraten in allen fünf damals noch selbstständigen Gemeinden, die heute die Großgemeinde Großheide bilden, die Mehrheit der Stimmen: in Arle, Berumerfehn, Großheide, Menstede-Coldinne und Westerende. Bei der darauffolgenden Wahl 1953 errang die CDU in Menstede-Coldinne eine relative Mehrheit, die anderen vier Gemeinden blieben SPD-dominiert. Die Bundestagswahl 1969, die der CDU in weiten Teilen der sozialdemokratischen Hochburg Ostfriesland neue Rekordergebnisse brachte, hatte auch im heutigen Gemeindegebiet seinen Niederschlag gefunden: In Menstede-Coldinne und Westerende errang sie die absolute Mehrheit. Die SPD wiederum holte in Berumerfehn und Großheide die absolute und in Arle die relative Mehrheit der Stimmen. Bei der „Willy-Brandt-Wahl“ 1972, die der SPD in Ostfriesland den damaligen Rekordwert an Stimmen erbrachte, gewannen die Sozialdemokraten in Westerende, Großheide und Berumerfehn die absolute Mehrheit, in Menstede-Coldinne hingegen die CDU, die darüber hinaus in Arle die relative Stimmenmehrheit erzielte. Seit der Kommunalreform und dem Zusammenschluss der fünf Gemeinden zur Großgemeinde Großheide liegt die SPD insgesamt vor der CDU. Aus den drei vergangenen Bundestagswahlen 2005, 2009 und 2013 gingen die Sozialdemokraten in Großheide als stärkste Kraft hervor.

### Gemeinderat
Großheide hat den Status einer Einheitsgemeinde. Der Gemeinderat der Gemeinde Großheide besteht aus 22 Ratsfrauen und Ratsherren. Dies ist die festgelegte Anzahl für eine Gemeinde mit einer Einwohnerzahl zwischen 8001 und 9000 Einwohnern. Die 22 Ratsmitglieder werden durch eine Kommunalwahl für jeweils fünf Jahre gewählt. Die aktuelle Amtszeit begann am 1. November 2016 und endet am 31. Oktober 2021. Stimmberechtigt im Rat der Gemeinde ist außerdem der hauptamtliche Bürgermeister Fredy Fischer.
Die jüngste Kommunalwahl vom 12. September 2021 ergab das folgende Ergebnis:
| Partei                         | Anteilige Stimmen | Anzahl Sitze |
| ------------------------------ | ----------------- | ------------ |
| SPD                            | 44,79 %           | 10           |
| CDU                            | 30,23 %           | 7            |
| Freie Wählergemeinschaft (FWG) | 14,59 %           | 3            |
| Bündnis 90/Die Grünen          | 5,19 %            | 1            |
| FDP                            | 3,07 %            | 1            |

Die Wahlbeteiligung bei der Kommunalwahl 2021 lag mit 58,2 % über dem niedersächsischen Durchschnitt von 55,5 %. Zum Vergleich – bei der vorherigen Kommunalwahl vom 11. September 2016 lag die Wahlbeteiligung bei 53,16 %.

### Bürgermeister
Hauptamtlicher Bürgermeister der Gemeinde Großheide ist seit 2014 Fredy Fischer (parteilos). Bei den Bürgermeisterwahlen am 16. Juni 2014 wurde er in einer Stichwahl mit 67,33 % der Stimmen gewählt, sein Gegenkandidat Arno Mennen (SPD) erhielt 32,67 %. Die Wahlbeteiligung lag bei 47,95 %. Fredy Fischer trat sein Amt zum 1. November 2014 an. Bei der Kommunalwahl in Niedersachsen am 12. September 2021 erhielt er mit 84,7 Prozent aller Stimmen, so dass es in der Gemeinde keine Stichwahlen geben wird.

### Vertreter in Landtag und Bundestag
Im Niedersächsischen Landtag (Legislaturperiode bis 2027) sind zwei Abgeordnete aus dem Wahlkreis 86 Aurich (Aurich, Südbrookmerland, Ihlow, Großefehn, Brookmerland, Großheide) vertreten. Bei der letzten Landtagswahl in Niedersachsen vom 9. Oktober 2022 gewann der Auricher Sozialdemokrat Wiard Siebels das Direktmandat mit 44,7 % der Stimmen. Über die Landesliste der CDU zog Saskia Buschmann in den Landtag ein.
Bei Bundestagswahlen gehört Großheide zum Wahlkreis 24 Aurich – Emden. Dieser umfasst die Stadt Emden und den Landkreis Aurich. Bei der Bundestagswahl 2025 wurde der Sozialdemokrat Johann Saathoff direkt wiedergewählt. Über Listenplätze der Parteien zog kein Kandidat der Parteien aus dem Wahlkreis in den Bundestag ein.

### Kommunale Finanzen
Die Gemeinde Großheide kann seit einigen Jahren ihren Etat nicht mehr ausgleichen. Im Haushaltsjahr 2013 stehen Aufwendungen von 9,096 Millionen Euro Erträge von nur 8,898 Millionen Euro gegenüber. Der Schuldenstand belief sich auf 2,107 Millionen Euro per Ende 2012 im Vergleich zu 1,963 Millionen Euro ein Jahr zuvor. Die Gemeinde Großheide war 2011 mit rund 1,9 Millionen Euro verschuldet. Allein 487.000 Euro fielen davon im Haushaltsjahr 2011 an. Die Pro-Kopf-Verschuldung lag seinerzeit bei 219,07 Euro und damit dreimal so hoch wie 2010. Im Vergleich zu anderen niedersächsischen Gemeinden lag sie jedoch etwa 230 Euro niedriger.
Im Haushaltsjahr 2013 machen Schlüsselzuweisungen des Landes Niedersachsen mit 3,295 Millionen Euro in dem 9-Millionen-Etat den größten Posten aus. Der Anteil an der Einkommensteuer betrug 1,476 Millionen Euro, die Grundsteuern schlugen mit 802.000 Euro zu Buche, die Gewerbesteuer in der strukturschwachen Gemeinde hingegen lediglich mit 800.000 Euro. Auf der Ausgabenseite standen die Personalkosten mit 3,59 Millionen Euro obenan, gefolgt von der Kreisumlage an den Landkreis Aurich mit 2,855 Millionen Euro. Für Abschreibungen auf Investitionen fielen 828.000 Euro an.

### Wappen und Flagge
| Wappen von Großheide | Blasonierung: „In Schwarz schräg gekreuzt ein silberner Abtstab und ein silberner Moorspaten, begleitet oben von einer goldenen Eichel, unten von einer goldenen Pflugschar, rechts und links von je einem goldenen sechszackigen Sporenrädlein.“ |
| Wappen von Großheide | Wappenbegründung: Das von Ulf-Dietrich Korn entworfene Wappen wurde am 15. August 1974 vom Regierungspräsidenten in Aurich genehmigt. Der Abtstab weist auf das frühere Kloster Coldinne hin, der Moorspaten auf die jahrhundertelange Kultivierung der Moore im Süden der Gemeinde, und die vom Norder Stadtwappen übernommenen Sporenräder auf die Zugehörigkeit Großheides zum Norderland. Die Eichel symbolisiert den nach der Moorkultivierung aufgeforsteten Berumerfehner Wald und der Pflug die landwirtschaftliche Prägung der Gemeinde. |

Die Gemeinde führt zudem eine am selben Tag genehmigte Hissflagge: zweimal geteilt von Schwarz, Gelb und Schwarz und auf der vorderen Drittellinie mit dem Wappen belegt. Die Gemeindeverwaltung gibt die Flaggen an interessierte Bürger zum Hissen auf dem eigenen Grundstück ab.

Hissflagge der Gemeinde
Wappen der Gemeinde bis 1974 sowie des Ortes
Wappen der ehem. Gemeinde Arle
Wappen der ehem. Gemeinde Berumerfehn
Wappen der ehem. Gemeinde Menstede-Coldinne
Wappen der ehem. Gemeinde Westerende

### Partnerschaften
Partnerstadt ist seit 1990 Woldegk in Mecklenburg-Vorpommern.

## Religion
Die evangelisch-lutherische Kirchengemeinde Großheide wurde am 1. Januar 1974 von der Muttergemeinde Arle abgetrennt und verselbständigt.

## Kultur und Sehenswürdigkeiten

### Museen
Das Wald- und Moormuseum in Berumerfehn zeigt eine heimatkundliche Sammlung, in der die Besiedlung des Berumerfehner Moores, der Naturraum Hochmoor mit seiner Tier- und Pflanzenwelt und der Lebensraum Wald dargestellt werden. Es liegt am Rande jenes aufgeforsteten Areals, das nach der Trockenlegung des Moores angelegt wurde. Untergebracht ist es im früheren Schulgebäude der ehemaligen Dorfschule, am Rande des Hochmoores und direkt am Berumerfehner Wald.

### Bauwerke
In Arle und Berumerfehn stehen zwei historische Kirchen, wobei diejenige in Arle die deutlich ältere ist: Sie stammt aus der Romanik.
- Galerieholländer in Berumerfehn und Erdholländer in Südcoldinne

### Regelmäßige Veranstaltungen
Seit 2000 findet alljährlich im Hochsommer ein Treckertreffen im Ortsteil Berumerfehn statt. Zur 14. Auflage fuhren rund 300 alte Landmaschinen an, ein Teilnehmer gar aus Belgien. Einer der Höhepunkte ist ein Korso der Traktoren.
Zu den Brauchtumsveranstaltungen im Jahresverlauf zählen das Osterfeuer (zumeist am Karsamstag), sowie das Aufstellen eines Maibaums, am Vorabend des 1. Mai. An Christi Himmelfahrt werden vereinzelt noch Brautpfade gelegt. Eine sportliche Veranstaltung, die ebenfalls an Christi Himmelfahrt stattfindet, ist das Pultstockspringen am sogenannten Nooit-Stein im Arler Hammrich. Seit 2017 finden hier die Ostfriesischen Highland Games statt.
Weitere Veranstaltungen sind:
- Highland Games Ostfriesland
- „MuSeum7 – Musik am See um Sieben“ – Live-Musik-Event am Kiessee[55]
- „Kieselchen“ – Das Kinderfest in der Kieselbucht[56]
- Rock an der Mühle
- Gewerbeschau des Gewerbevereins Großheide
- Deichboxertreffen
- „Buurderee – die kulturelle Hofdiele“. In der Buurderee im Großheider Ortsteil Ostermoordorf finden regelmäßige kulturelle Veranstaltungen, wie Lesungen, Konzerte, Vorträge oder Shows statt[57]

### Kulinarische Spezialitäten

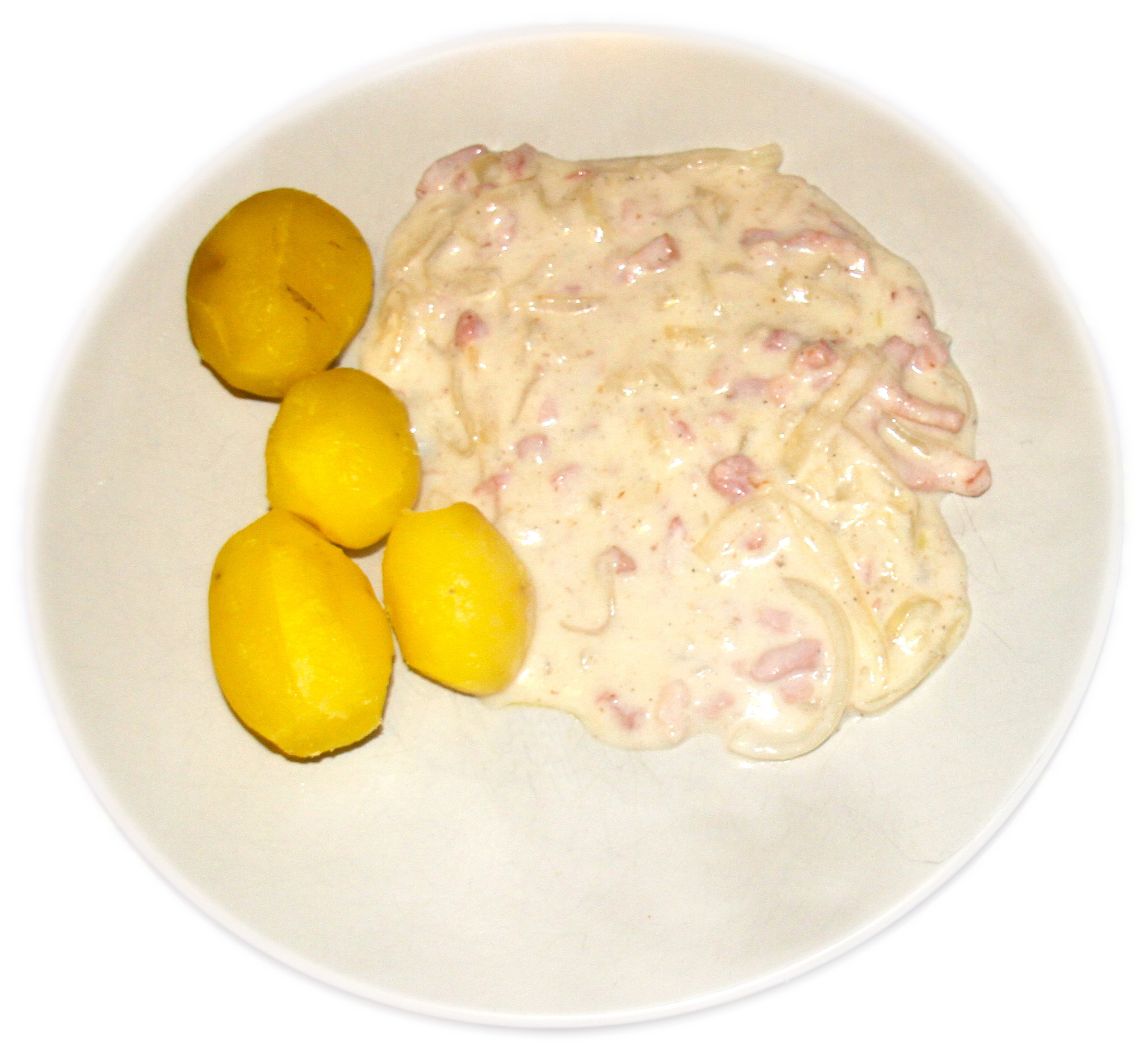
Grootheider Stipp

Neben den regionaltypischen Mahlzeiten in Ostfriesland wie Grünkohl mit Pinkel (im Winter) und diversen Fischgerichten sowie dem ebenfalls in der gesamten Region verbreiteten hohen Teekonsum gibt es drei Spezialitäten, deren Name unmittelbar mit demjenigen der Gemeinde verbunden sind. Dabei handelt es sich zum einen um Grootheider Stipp, eine Sauce, die vorzugsweise zu Pellkartoffeln gegessen wird. Aus der örtlichen Friesen-Apotheke im Hauptort Großheide stammen zudem zwei Kräuterspezialitäten: Der Grootheider Bittern ist ein Magenbitter, beim Grootheider Törfbrott handelt es sich um Kräuterbonbons.

### Sport
Universalsportvereine in der Gemeinde sind der SV Arle, TuS Großheide und SuS Berumerfehn. Daneben gibt es in Berumerfehn noch die „Fehntjer Fußball-Freunde“ (FFF Berumerfehn), die sich ausschließlich auf die genannte Sportart konzentrieren. Im Jugendfußball arbeiteten die vier Vereine zusammen und hatten zu diesem Zweck den JFV (Jugendfußballverein) Großheide gegründet, der sich im Jahr 2017 auflöste. Trotz sinkender Geburtenzahlen sollte es jungen Fußballern so ermöglicht werden, auf Vereinsebene in ihrer Heimatgemeinde zu kicken. Die Friesensportarten Boßeln und Klootschießen werden in sieben Vereinen in Großheide, Menstede-Arle, Westerende, Coldinne, Berumerfehn, Südarle und Ostermoordorf betrieben. In diversen Vereinen werden viele weitere Sportarten, wie z. B. Hapkido, Judo, Gymnastik, Schießsport, Steeldart oder Celtic Dance angeboten. Neben den Turnhallen an den Schulen und den Sportplätzen der genannten Vereine gibt es in der Gemeinde auch einen Badesee (Badesee Großheide).

### Sprache
In Großheide wird neben Hochdeutsch auch ostfriesisches Platt gesprochen. Der Ort führt auf dem Ortseingangsschild neben dem hochdeutschen Namen auch den plattdeutschen, Grootheid.

## Wirtschaft und Infrastruktur
Weite Teile des Gemeindegebiets werden von Landwirtschaftsflächen eingenommen. In puncto Beschäftigung spielt der primäre Sektor jedoch nur noch eine geringere Rolle. Produktionsbetriebe sind in Großheide nur wenige zu finden. In einem Gewerbegebiet in Südcoldinne haben sich einige Handwerksbetriebe angesiedelt, weitere sind verstreut in den Ortsteilen zu finden. Industriebetriebe gibt es in Großheide nicht. Unter den Dienstleistungen spielt der Tourismus eine gewisse Rolle.
Gemessen an der Zahl der sozialversicherungspflichtigen Beschäftigten am Arbeitsort, nimmt der (allgemeine) Dienstleistungssektor in Großheide mit einem Anteil von 40 Prozent die führende Rolle ein. Weitere 32 Prozent entfallen auf Handel, Gastgewerbe und Verkehr. Auf das produzierende Gewerbe entfallen 27 Prozent und auf die Land- und Forstwirtschaft 1 Prozent, wobei die tatsächliche Zahl der in der Landwirtschaft (wie auch im Gastgewerbe) tätigen Personen deutlich höher liegt, da die (für gewöhnlich selbstständigen) Landwirte und ihre mithelfenden Familienangehörigen in einer Übersicht der sozialversicherungspflichtig Beschäftigten nicht eingerechnet ist.

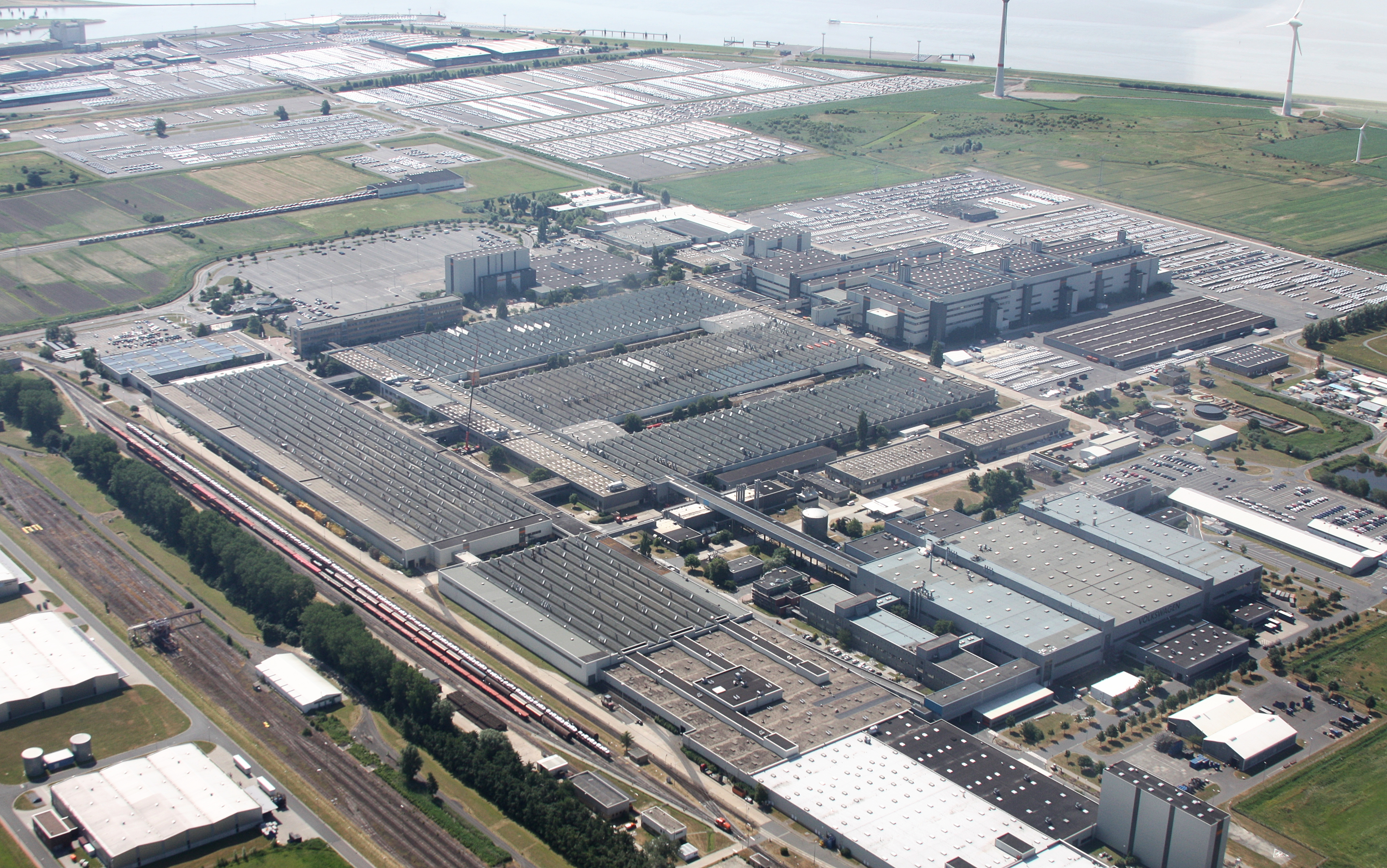
Ein Ziel der Pendler aus Großheide: das Emder VW-Werk

Insgesamt ist die Gemeinde in hohem Maße ein Auspendler-Gebiet, wobei neben den Städten Norden und Aurich vor allem das Volkswagenwerk Emden eine sehr hohe Bedeutung als Ziel der Berufspendler hat. Für den Ortsteil Menstede-Coldinne war das Autowerk 2006 der größte Arbeitgeber. Es gibt 3385 sozialversicherungspflichtig Beschäftigte und 123 Betriebe in der Gemeinde (Stand: 2022). 607 Arbeitnehmer pendeln nach Großheide ein, 2879 Großheider hingegen gingen außerhalb der Gemeinde einer sozialversicherungspflichtigen Beschäftigung nach. Der Auspendler-Überschuss beträgt folglich fast 2272 Personen bei einer Einwohnerzahl von rund 8700.
Separate Arbeitsmarktdaten für Großheide werden nicht erhoben. Die Gemeinde gehört zum Geschäftsbereich Norden innerhalb des Bezirks Emden-Leer der Bundesagentur für Arbeit. Im Geschäftsbereich Norden lag die Arbeitslosenquote im Januar 2023 bei 8,1 Prozent. Sie lag damit 2,3 Prozentpunkte über dem niedersächsischen Durchschnitt.

### Landwirtschaft
In der Landwirtschaft Großheides ist ein starker Strukturwandel zu beobachten. So nahm die Zahl der landwirtschaftlichen Betriebe von 1991 bis 2007 um nahezu zwei Drittel ab, bei gleichzeitiger Vergrößerung der Betriebsflächen bestehender Betriebe. Damit einher gingen Flächenvergrößerungen der bestehenden Betriebe. Der Anteil der unmittelbar in der Landwirtschaft tätigen Einwohner ging dagegen in den vergangenen Jahrzehnten, vor allem durch fortschreitende Technisierung, stark zurück. Neben den rein landwirtschaftlichen Betrieben gibt es einige vor- und nachgelagerte Unternehmen dieses Sektors.
Die Gemeinde ist in puncto Fläche deutlich von der Landwirtschaft geprägt. Rund 68,5 Prozent der knapp 70 Quadratkilometer der Gemeindefläche werden landwirtschaftlich genutzt. Dabei ist aufgrund der geringeren Bodengüte Milchwirtschaft vorherrschend. Der Landkreis Aurich lag 2021 auf Platz 14 der größten Milcherzeuger-Landkreise in Deutschland, wozu die Gemeinde Großheide aufgrund des hohen Flächenanteils der Landwirtschaft bei gleichzeitig unterdurchschnittlicher Gemeindeflächengröße in einem gewissen Umfang beiträgt. Die Milchlandwirte leiden seit einigen Jahren unter einem sehr niedrigen Milchpreis. Die Ziegen- und Schweinehaltung ist im Vergleich zur Rinderhaltung ohne größere Bedeutung, Geflügelhaltung nimmt hingegen zu.
Ackerbaulich werden die Landwirtschaftsflächen vor allem zum Anbau von Futtermitteln, vor allem Mais, genutzt. Der Mais wird vor allem zur Gewinnung von Silage angebaut. Darüber hinaus spielt der Anbau von Nutzpflanzen zur Gewinnung von Biogas eine Rolle. Der starke Anstieg bei der Zahl der Biogas-Anlagen führt jedoch zu einer Ausweitung der Anbauflächen für Mais, die in Ostfriesland insgesamt zwischen 2005 und 2010 um 60 Prozent gewachsen sind. Damit einher ging eine Verteuerung der Landwirtschaftsflächen für Ackerland und Grünland um 31 und 40 Prozent.
Einzelne Höfe haben sich auf biologisch erzeugte Produkte spezialisiert und entsprechenden Vermarktungsorganisationen angeschlossen. Zusatzeinkommen verdienen sich Bauern durch die Aufstellung von Windkraftanlagen sowie Biogas-Anlagen. In geringerem Umfang bieten Landwirte zudem Räume für Feriengäste (Urlaub auf dem Bauernhof) an. Hausschlachtungen von Privatpersonen für den Eigenbedarf finden zwar noch statt, sind aber der Traditionspflege ebenso zuzurechnen wie der Versorgung.

### Tourismus
Gemeinsam mit den Nachbarkommunen Südbrookmerland, Aurich und Holtriem hat die Gemeinde Großheide eine etwa 40 Kilometer lange Radroute „Ewiges Meer Route“ eingerichtet. Die Route führt unter anderem durch die Moor- und Heidevegetation des Berumerfehner Moores.

### Verkehr

Verkehrsachsen in Ostfriesland: Die Gemeinde Großheide (östlich von Norden) liegt abseits der Hauptverkehrswege in der Region.

Großheide liegt abseits der Hauptverkehrswege wie Eisenbahnlinien, Autobahnen und Bundesstraßen. Im Straßenverkehr ist die Haupterschließungsstraße die Landesstraße 6, die von Norden nach Esens führt. Sie durchquert das nördliche Gemeindegebiet in Ost-West-Richtung und ist die Hauptverbindungsstraße in das Mittelzentrum Norden. Der weitere überörtliche Verkehr wird über Kreisstraßen abgewickelt, wobei besonders denjenigen stärkere Bedeutung zukommt, die das südliche Gemeindegebiet mit der Bundesstraße 72 im Bereich der Samtgemeinde Brookmerland und der Gemeinde Südbrookmerland verbinden, da von dort aus die Städte Aurich und Emden sowie die Autobahn 31 erreichbar sind. An der Landesstraße sowie an Teilabschnitten einiger Kreisstraßen befinden sich baulich vom Straßenkörper getrennte Radwege.
Großheide ist nicht direkt an das Netz der Deutschen Bahn angeschlossen. Die nächsten Fernbahnhöfe befinden sich in Norden und Marienhafe. Letztgenannter bietet Verbindungen auf der Regionalexpress-Linie Norddeich Mole–Hannover sowie seit 2013 Intercity nach Leipzig/(Cottbus); diese halten auch am Norder Bahnhof, wo außerdem IC in Richtung Köln verkehren. Bis Bremen/Leer gilt der Nahverkehrstarif. Im Ortsteil Westerende gibt es eine Station an der heute als Museumsbahn genutzten Ostfriesischen Küstenbahn. Für die Reaktivierung der Strecke für den planmäßigen Regionalverkehr setzt sich eine Bürgerinitiative ein.

### Öffentliche Einrichtungen
Unter den öffentlichen Einrichtungen ist die Gemeindeverwaltung mit ihren Tochterbetrieben wie dem Bauhof zu nennen. Darüber hinaus hat die Gemeinde ein privatwirtschaftliches Unternehmen gegründet, das sich zu 100 Prozent in ihrem Besitz befindet und dem Betrieb einer Biogas-Anlage dient. Künftig soll der Betrieb eines Windparks hinzukommen: Zusammen mit dem Landkreis Aurich hält die Gemeinde Anteile an einer Firma, die zusammen mit Privatinvestoren einen Windpark im Arler Hammrich betreiben will. Auf diese Weise soll die Gemeinde über Gewerbesteuerrückflüsse direkt von den Anlagen auf ihrem Gebiet profitieren. Das Schloss Großheide dient seit 2012 als Jugendhilfeeinrichtung unter der Regie des Leinerstiftes. Einzige weitere nennenswerte öffentliche Einrichtung ist die örtliche Polizeistation, die jedoch nicht rund um die Uhr besetzt ist.

### Bildung und Gesundheit
In der Gemeinde sind vier Schulen ansässig. Im Schulzentrum im Hauptort sind die Friederikenschule (Haupt- und Realschule) und die Frya Fresena Grundschule untergebracht. Eine weitere Grundschule namens Waldschule befindet sich im Ortsteil Berumerfehn. 2018 lief aufgrund der Inklusion die Förderschule in Großheide aus. Im selben Gebäude wurde die freie Schule „Raum für natürliches Lernen“ eröffnet. Frühkindliche Bildung und Betreuung wird in zwei Kinderkrippen und vier Kindergärten angeboten. Jeweils einer der Kindergärten befindet sich in den Ortsteilen Südarle und Berumerfehn, eine Krippe im Ortsteil Arle, die anderen drei Einrichtungen im Hauptort. Darunter ist auch ein Integrationskindergarten. Weiterführende Schulangebote sind in der weniger als 9000 Einwohner zählenden Gemeinde nicht zu finden. In der benachbarten Samtgemeinde Hage bietet die Kooperative Gesamtschule die Möglichkeit, das Abitur abzulegen, darüber hinaus in Norden das Ulrichsgymnasium. Die Berufsbildenden Schulen sind ebenfalls in Norden. Die nächstgelegene Fachhochschule ist die Hochschule Emden/Leer, die nächstgelegene Universität die Carl von Ossietzky Universität Oldenburg.
Im Hauptort der Gemeinde sind die meisten Mediziner ansässig. Wie in vielen anderen ländlichen Gemeinden Deutschlands auch wird für Großheide in Zukunft ein Fachärzte-Mangel erwartet. Das nächstgelegene Krankenhaus ist die Ubbo-Emmius-Klinik in Norden.

### Medien
Großheide liegt im Einzugsbereich zweier Tageszeitungen, Ostfriesischer Kurier und Ostfriesen-Zeitung. Der in Norden erscheinende Kurier ist seit 1867 die Heimatzeitung des Norderlandes und hat dort nach eigenen Angaben einen Marktanteil von 90 Prozent. Die in Leer erscheinende Ostfriesen-Zeitung verfügt über ein Redaktionsbüro in Norden und berichtet von dort aus über das Lokalgeschehen. Aus dem Verlagshaus des Kuriers stammt darüber hinaus das wöchentlich erscheinende Anzeigenblatt „Echo“. Aus der Gemeinde berichten zudem der Bürgerrundfunksender Radio Ostfriesland und Radio Nordseewelle.

## Persönlichkeiten
- Radbod (Friesland)
- Harm Bengen (* 1955), Cartoonist
- Arend de Vries (* 1954), evangelischer Theologe